# Muelle de pasajeros (Iquique)
El muelle Prat, más conocido como Antiguo muelle de pasajeros, es un embarcadero ubicado en la ciudad de Iquique (Región de Tarapacá, Chile).

## Características
El muelle tiene una superficie construida de 1716,02 m². Es una estructura ubicada en la caleta Riquelme, construida de pino oregón y sustentada en pilotes metálicos; su planchada está techada y remata en un gran triángulo que constituye una especie de proa. Por sus costados se extienden graderías que bajan hasta el mar, las cuales son hoy en día ocupadas por lobos marinos.
Se puede acceder al muelle recorriendo la costa de Iquique por la Avenida Arturo Prat Chacón, en la zona noroeste de la ciudad. Cerca de este inmueble se encuentran el Museo Corbeta Esmeralda, la Empresa portuaria de Iquique y el Rodoviario de Iquique, entre otros.

## Historia
Su construcción fue llevada a cabo por la empresa de Federico Sparenberger en 1901 en el lugar que ocupaba un muelle flotante perteneciente a Carlos Lafrenz, al cual llegaban botes que embarcaban y desembarcaban pasajeros. Durante el auge de la explotación del salitre, en las décadas de 1880 a 1900, anclaban en la bahía decenas de vapores y veleros cargando salitre; era un lugar obligado de recalada de los barcos de pasajeros, atraídos por una ciudad cosmopolita cuya población extranjera llegaba al 36 %.
El 15 de mayo de 1987 fue declarado monumento histórico nacional, mediante el decreto supremo 213 del Ministerio de Educación, por ser una muestra representativa de los muelles de pasajeros que florecieron durante las primeras décadas del siglo XX y que fueron reemplazados a medida que se renovaban los puertos. Hasta 1999 el muelle mantuvo su uso original; sin embargo, se clausuró debido a su gran deterioro. En 2013 se reinauguró tras una restauración. En 2014 sufrió nuevos daños debido a un tsunami que afectó la costa norte del país. Debido a esto, se encuentra en proceso de restauración que lleva a cabo la Dirección de Obras Portuarias del Ministerio de Obras Públicas y que será terminada en julio de 2020. Este proyecto incluye un pontón para lobos marinos, ubicado a un costado del muelle de pasajeros.